# Station Poronin
Station Poronin is een spoorwegstation in de Poolse plaats Poronin.